# Christian Flisek

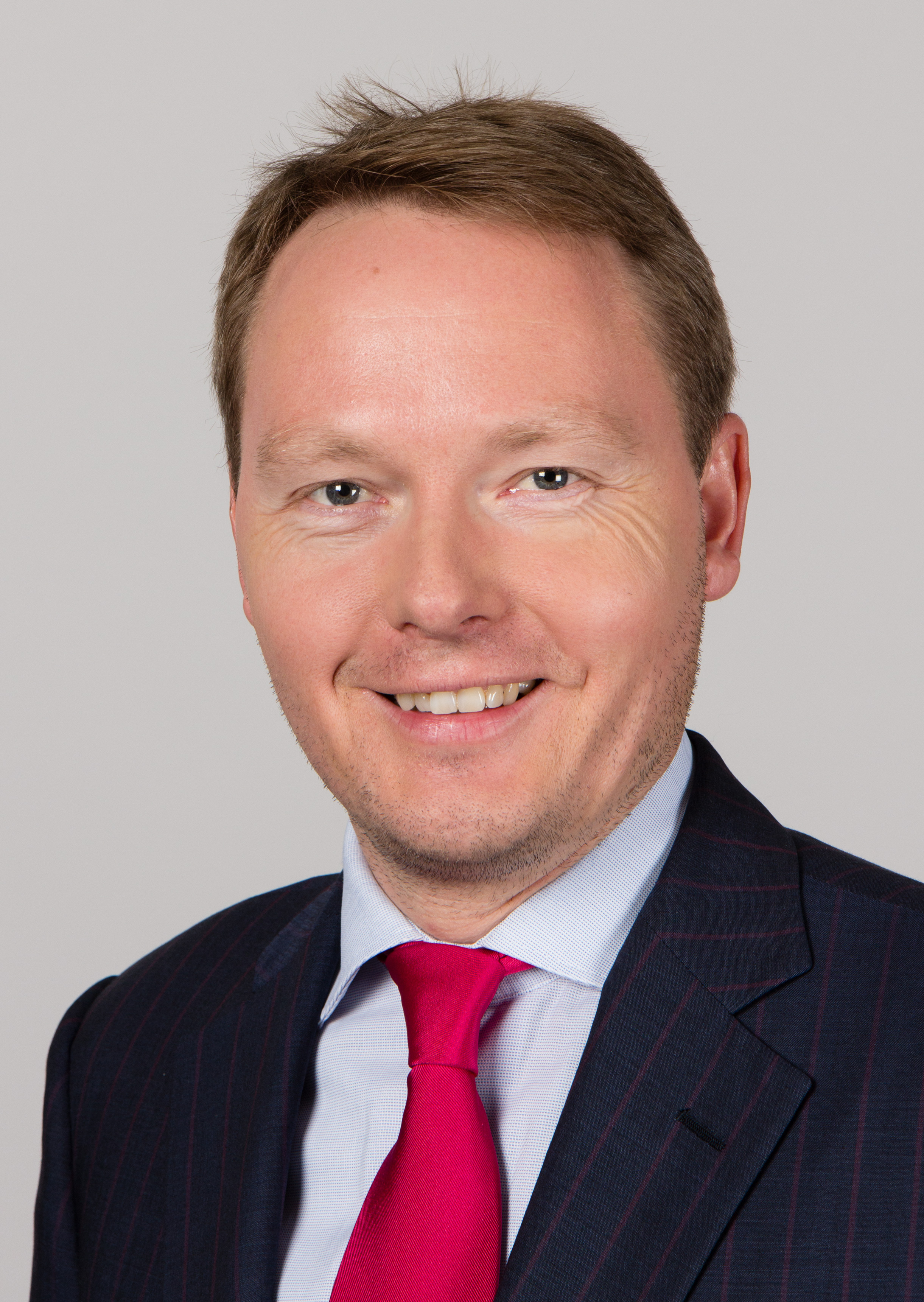
Christian Flisek (2014)

Christian Flisek (* 15. April 1974 in Bochum) ist ein deutscher Politiker (SPD) und Rechtsanwalt. Von 2013 bis 2017 war er Abgeordneter im Deutschen Bundestag, von 2018 bis 2023 im Bayerischen Landtag. In der 20. Legislaturperiode des Deutschen Bundestags war Flisek Vorsitzender der G 10-Kommission zur Kontrolle von G 10-Maßnahmen der Nachrichtendienste des Bundes.

## Leben
Flisek wuchs in Bad Reichenhall auf, wo er am altsprachlichen Karlsgymnasium sein Abitur erlangte. Ab 1993 studierte er zunächst Betriebswirtschaftslehre und später Rechtswissenschaften an der Universität Passau. 1999 erlangte er das Erste Staatsexamen. Nach einem Rechtsreferendariat beim Landratsamt Freyung-Grafenau, dem Verwaltungsgericht Regensburg und der Staatsanwaltschaft Deggendorf 2001 dann das Zweite Staatsexamen. Von 2001 bis 2004 war er als wissenschaftlicher Assistent an einem Lehrstuhl für IT-Sicherheitsrecht der Universität Passau tätig. Im Jahr 2003 gründete er eine Anwaltskanzlei.
Flisek ist verheiratet und Vater von zwei Kindern.

## Politischer Werdegang
Im Jahr 1990 wurde Flisek Mitglied der SPD. Bei der Europawahl 2009 trat er als Kandidat an. Seit 2011 ist er Vorsitzender des SPD-Unterbezirks Passau. 2013 wurde er zum Vorsitzenden der SPD in Niederbayern gewählt, das Amt legte er im Dezember 2017 nieder. Er war von März 2014 bis Februar 2017 Bundesvorsitzender der Arbeitsgemeinschaft der Selbständigen in der SPD.

## Abgeordneter
Nachdem Flisek 2012 als Bundestagskandidat der SPD in Passau nominiert worden war, zog er nach der Bundestagswahl 2013 in den 18. Bundestag ein.
Flisek war im Deutschen Bundestag unter anderem Obmann der SPD im NSA-Untersuchungsausschuss und hielt im Jahr 2014 eine Befragung von Edward Snowden in Berlin für rechtlich möglich. Des Weiteren war er Beauftragter für Existenzgründungen der SPD-Bundestagsfraktion. Bei der Bundestagswahl 2017 war er auf Platz 21 der Landesliste gesetzt, verfehlte aber ein Mandat.
Seit 2014 ist Christian Flisek Stadtrat in Passau.
Mitte Januar 2018 gab Flisek bekannt, dass er bei der bayerischen Landtagswahl im Herbst 2018 als Kandidat antreten wolle.
Am 14. Oktober wurde der SPD-Direktkandidat für den Stimmkreis Passau-Ost über die Niederbayernliste der SPD in den 18. bayrischen Landtag gewählt. Dort war Flisek Mitglied des Ausschusses für Verfassung, Recht, Parlamentsfragen und Integration und Mitglied des Ausschusses für Wissenschaft und Kunst im Bayerischen Landtag. Bei der Landtagswahl 2023 trat er erneut an, der Wiedereinzug in den Landtag gelang ihm aber nicht.